# Donaldson (Modelabel)
Donaldson war ein belgisches Prêt-à-porter-Label, gegründet im Jahr 1985 von Marcy Szwarcburt. Das Markenzeichen war eine Micky Maus.
Die Modefirma war das erste Unternehmen, das von Disney eine Lizenz für die Nutzung der Comicfiguren erhielt. Zunächst beschränkte sich die Produktion auf eine Pyjama-Linie, die in der Brüsseler Luxusboutique "Bouvy" verkauft wurde. Die Kleidungsstücke fanden vor allem unter Disney-Liebhabern großen Anklang, und so erweiterte man das Sortiment auf eine exquisite Kinderkollektion mit zusätzlichen Disney-Figuren. 1989 wurde in Brüssel der erste offizielle Shop gegründet, in dem auch Damenbekleidung, sowie Dekorations- und Einrichtungsgegenstände erhältlich sind. Neben diesem Flagshipstore existierten weltweit nur 26 weitere Geschäfte.
Donaldson war 2006 in finanzielle Schwierigkeiten geraten. 2007 verbuchte das Unternehmen erhebliche Verluste und verlor 2008 zudem die Walt-Disney-Lizenz, auf der das Unternehmen seinen Erfolg gründete.
2008 meldete die belgische Muttergesellschaft Donaldson & Partners SA Insolvenz an. Bereits Anfang des Jahres waren die Donaldson-Filialen in Belgien sowie in den Niederlanden veräußert und alle anderen nationalen Vertriebsgesellschaften geschlossen worden (dazu zählten auch zehn Standorte in Deutschland).